# Novafabricia bilobata
Novafabricia bilobata é uma espécie de anelídeo pertencente à família Fabriciidae.
A autoridade científica da espécie é Martin & Giangrande, tendo sido descrita no ano de 1991.
Trata-se de uma espécie presente no território português, incluindo a sua zona económica exclusiva.